# Холаргос
Холаргос (грец. Χολαργός) — передмістя Афін, розташоване на відстані приблизно 6 км на північний схід від площі Синтагма.
Назва передмістя збереглася з стародавніх часів. Найзнаменитішим мешканцем Холаргоса був Перикл. У 1933 Холаргос отримав статус громади, а в 1963 — муніципалітету.

## Галерея

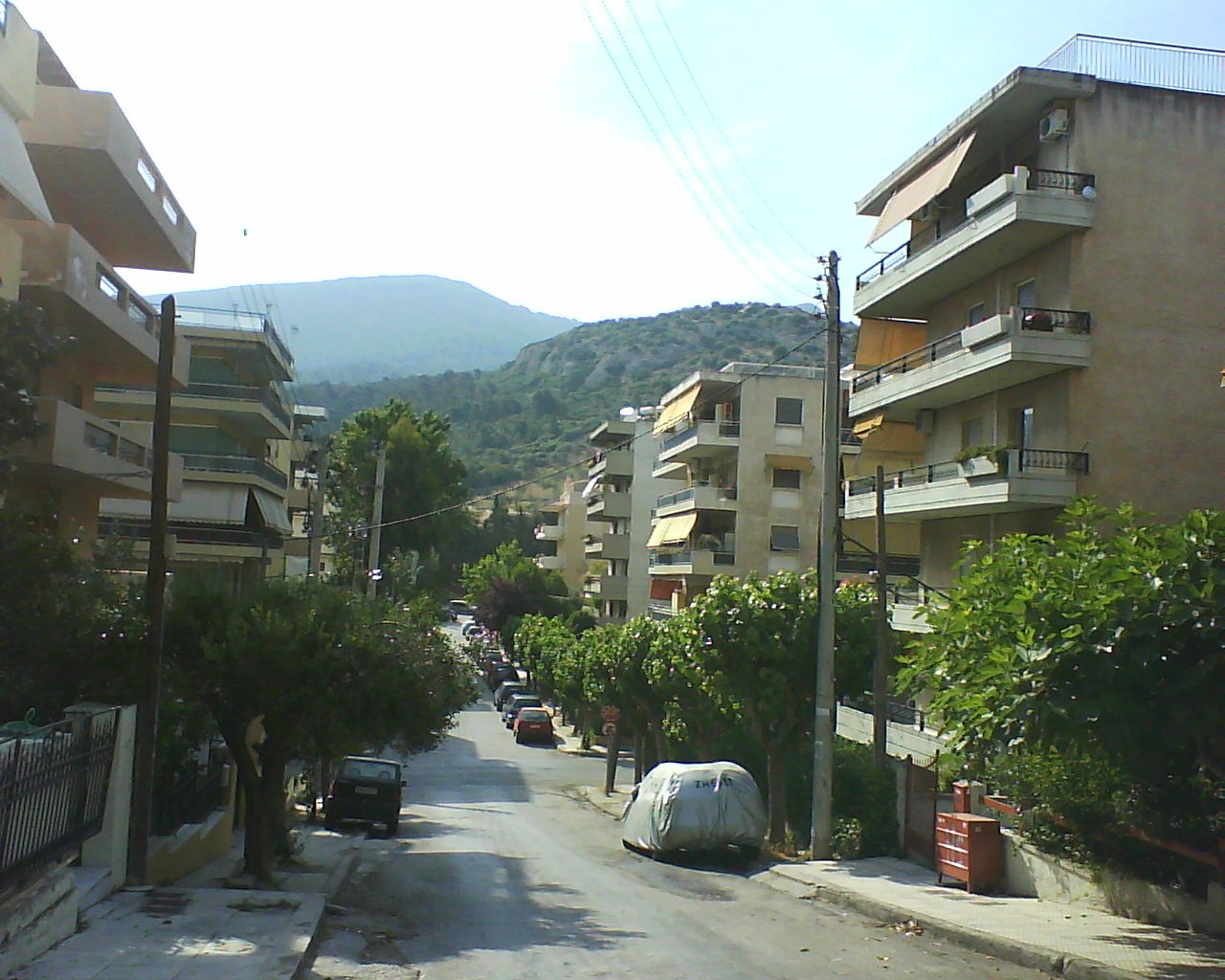
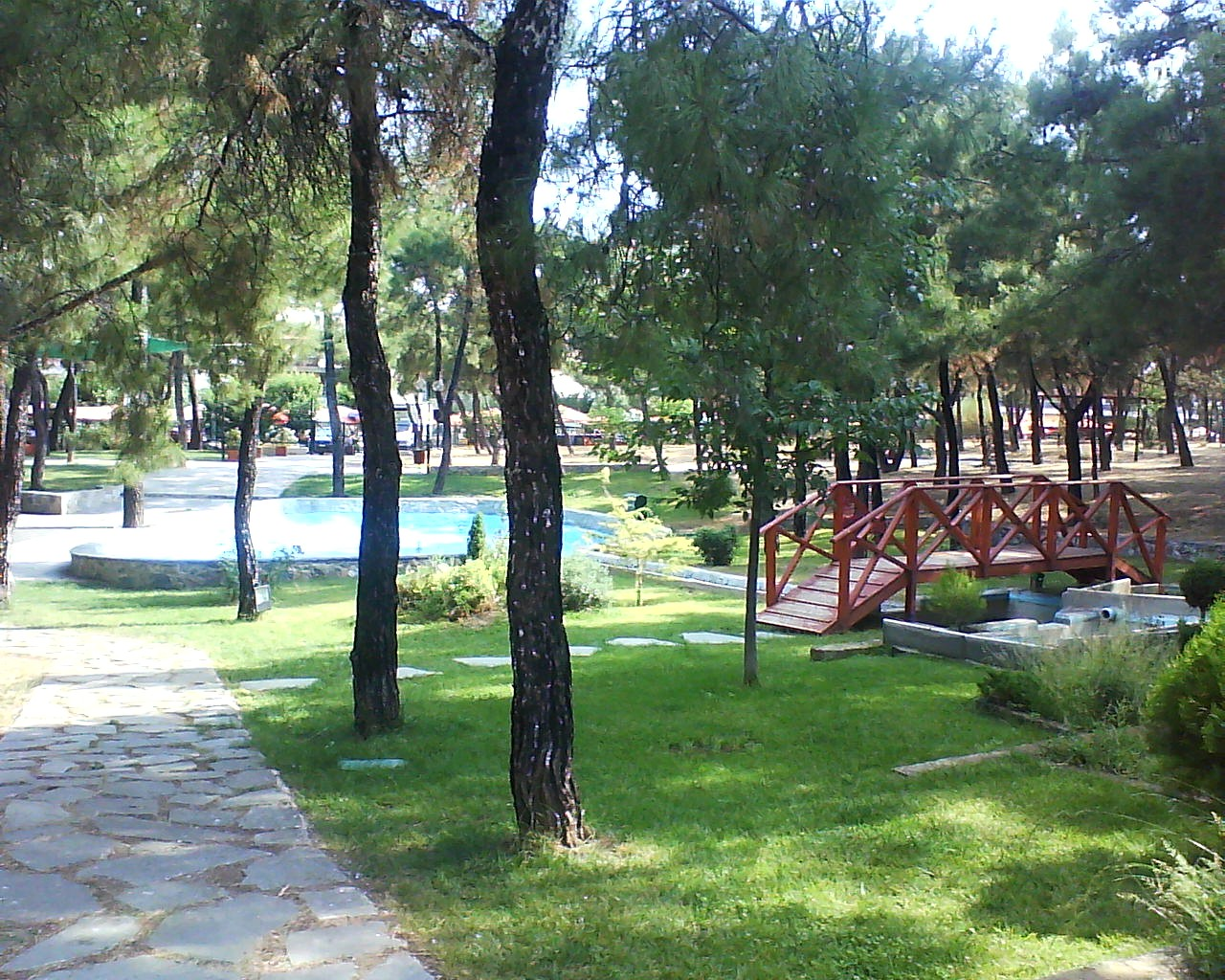
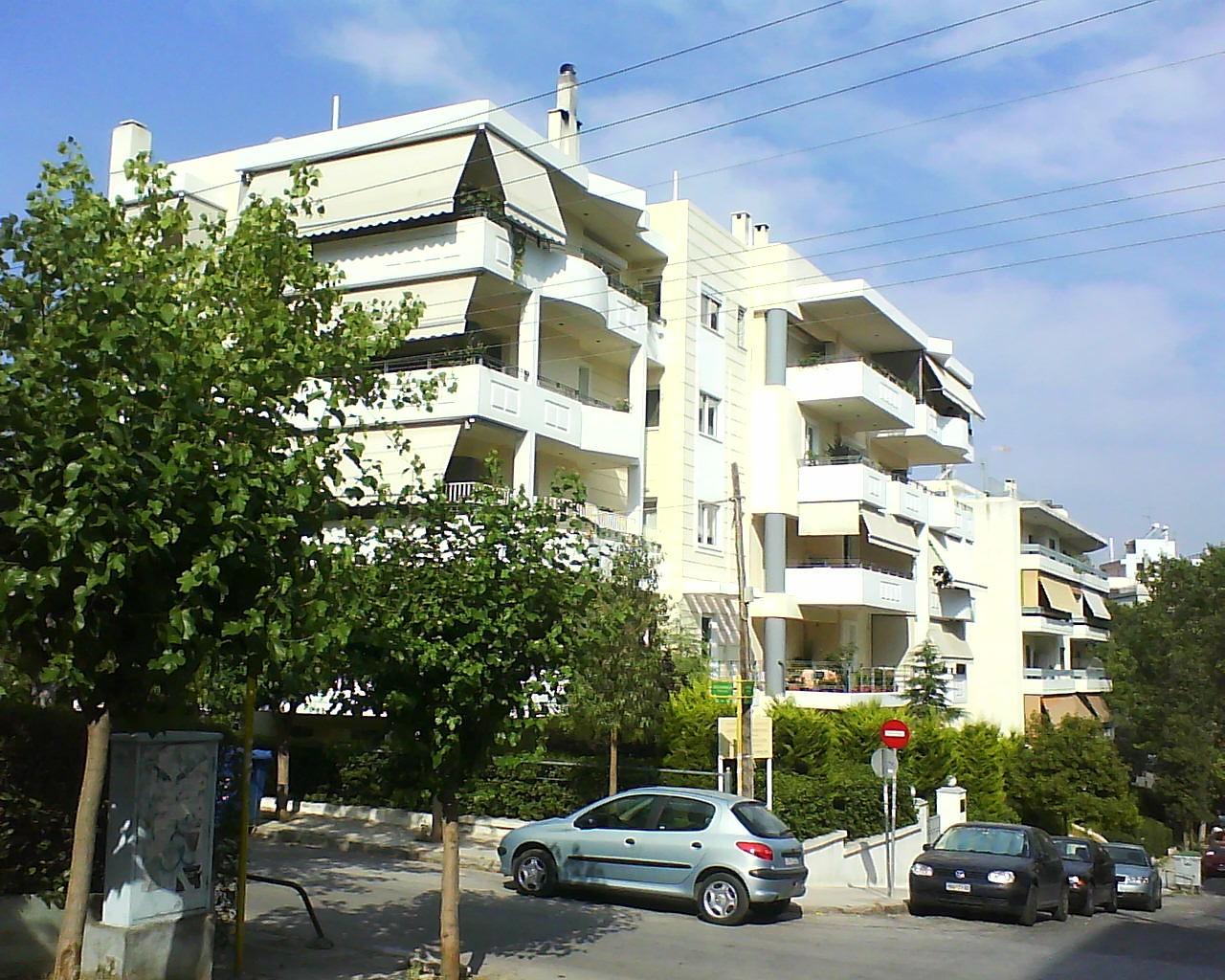
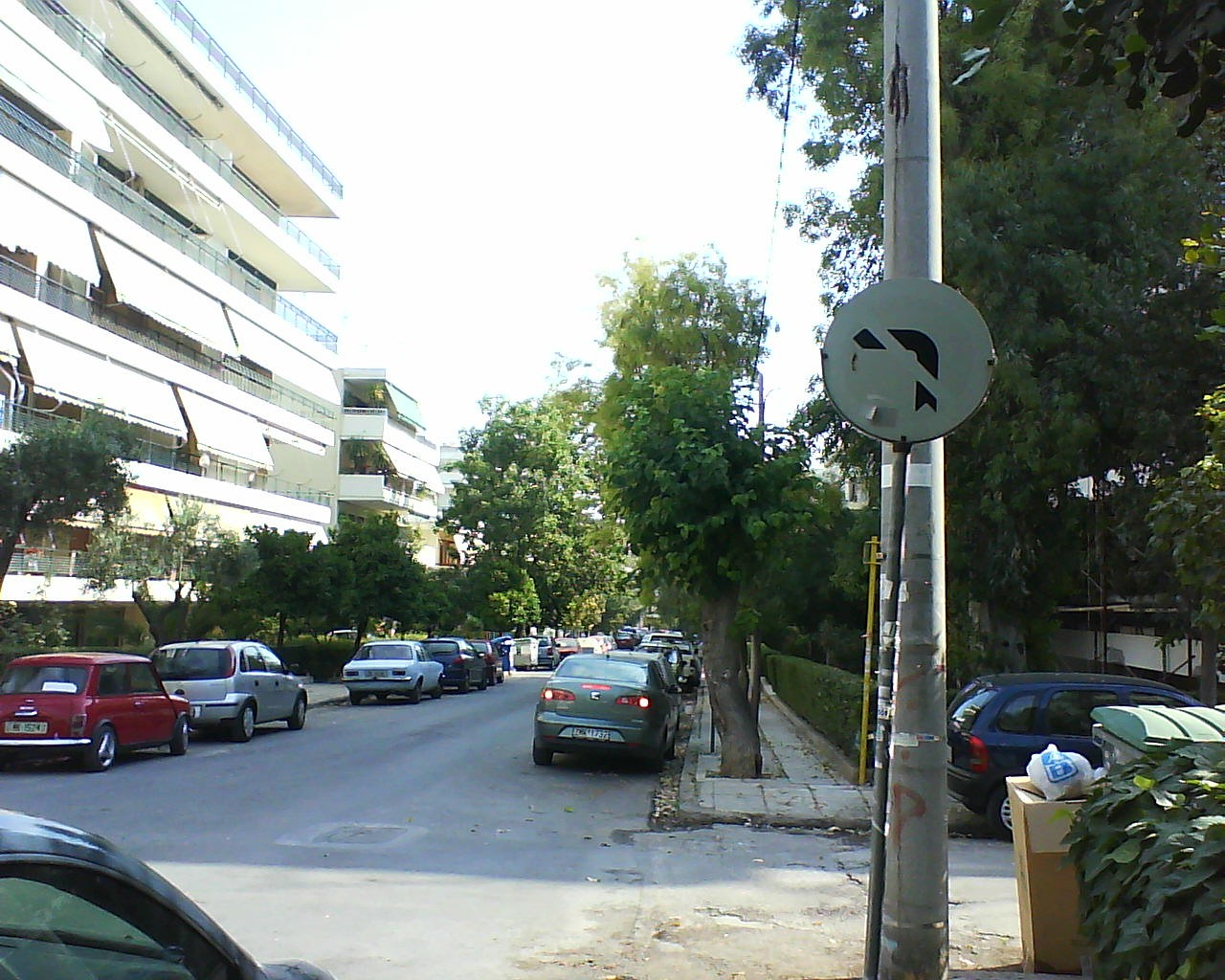

## Населення
| Рік  | Населення |
| ---- | --------- |
| 1981 | 31 703    |
| 1991 | 33 691    |
| 2001 | 32 166    |

## Персоналії
- Йоргос Діамантопулос — грецький баскетболіст.
- Алексіс Георгулос — грецький актор і режисер.
- Дімітріос Катіакос — грецький баскетболіст.
- Епамінондас Папаантоніу — грецький баскетболіст.
- Елені Раду — грецька актриса.

## Міста-побратими
1. – Авейру, Португалія (2001) [2]